# Giovanni Bottesini
Giovanni Bottesini (Crema, 22 december 1821 — Parma, 7 juli 1889) was een Italiaans componist van klassieke muziek. Ook trad hij op als dirigent en hij was een virtuoos op de contrabas.

## Levensloop

### Jonge jaren
Bottesini werd geboren in een muzikale familie. Zijn vader Pietro speelde klarinet en componeerde ook, al heeft hij niets van blijvend belang geschreven. In 1831 kreeg de jonge Bottesini les van de priester Carlo Cogliati, die hem viool en altviool leerde spelen. Bottesini zong ook als jongenssopraan in het kerkkoor van Crema en speelde soms pauk bij muziekuitvoeringen.
In 1835 wist Bottesini’s vader voor zijn zoon een plaatsje te bemachtigen op het conservatorium in Milaan, het tegenwoordige Conservatorio Giuseppe Verdi. Voor de studie was wel een stipendium nodig. In dat jaar waren alleen nog stipendia beschikbaar voor de studies fagot en contrabas. Het werd contrabas.
Bottesini hoopte aanvankelijk dat hij op een gegeven moment zou kunnen overstappen op de viool, maar liet dat plan varen toen bleek dat hij een van de beste contrabasstudenten was. Naast contrabas als hoofdvak koos hij als bijvakken piano, muziektheorie en compositieleer. Bottesini voltooide de studie, waarvoor zes jaar stond, in vier jaar. Het conservatorium kende hem een prijs van 300 frank toe voor zijn solospel op de contrabas. Een deel van het geld gebruikte hij om het instrument te kopen dat zijn hele leven zijn favoriet zou blijven: een contrabas gebouwd door Carlo Antonio Testore in 1716.

### Contrabassist

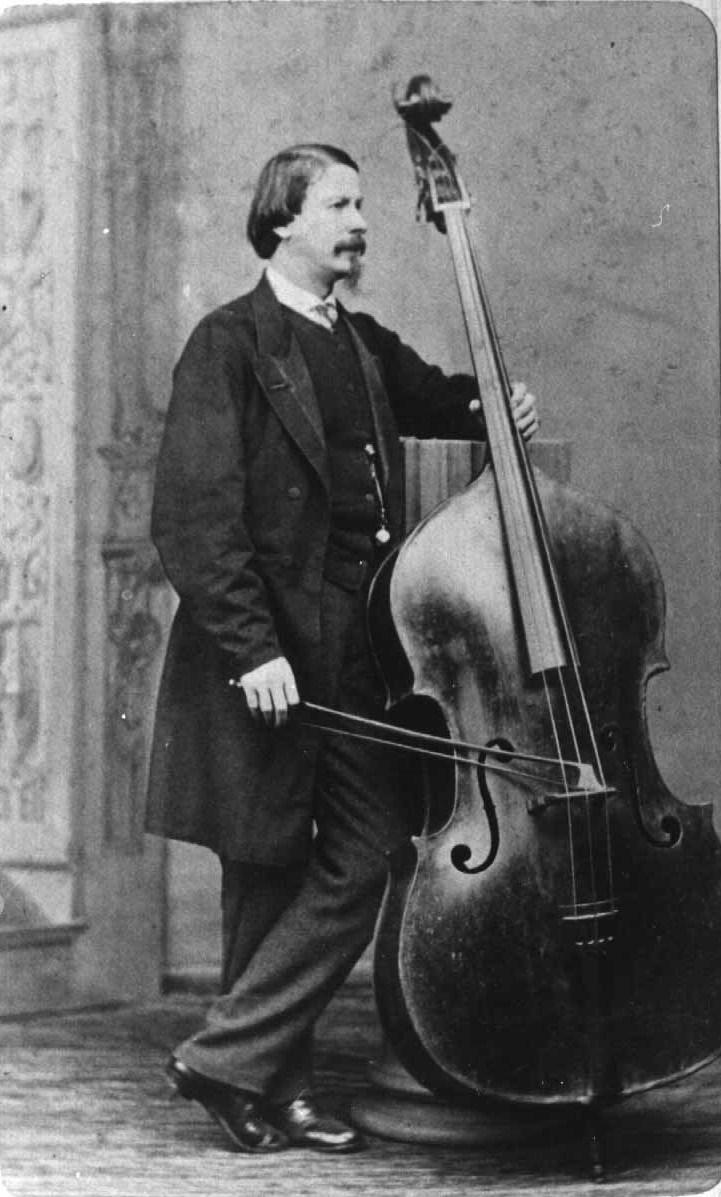
Giovanni Bottesini met zijn favoriete contrabas, rond 1865

Na zijn afstuderen in 1840 begon Bottesini aan een tournee als solobassist, die hem langs de concertzalen van Crema, Triëst, Brescia, Milaan en Wenen voerde. De tournee was een groot succes, waarschijnlijk niet in de laatste plaats omdat een contrabas als solo-instrument niet zo gebruikelijk was en daarom veel publiek trok. Zijn optredens leverden hem de bijnaam ‘de Paganini van de contrabas’ op.
Na deze tournee keerde Bottesini terug naar Italië, waar hij zich bekwaamde in het contrabasspel in een orkest. Hij begon in het operaorkest van Brescia en stapte later over naar het orkest van het Teatro San Benedetto in Venetië. Daar leerde hij de componist Giuseppe Verdi kennen; het werd het begin van een levenslange vriendschap.
In 1846 ging Bottesini naar Milaan, waar hij samen met de violist Luigi Arditi een nieuwe tournee plande. Deze begon in Turijn en eindigde in Voghera. Daar maakten de beide musici kennis met een impresario, die hen uitnodigde voor een optreden in het Teatro Tacón in de Cubaanse hoofdstad Havana.
Op Cuba, destijds nog een Spaanse kolonie, trad Bottesini behalve als contrabassist ook op als dirigent van het Teatro Imperial, het operahuis in Havana. In 1847 schreef hij zijn eerste opera Christoforo Colombo, die hij zelf dirigeerde. In de pauze tussen de twee akten van de opera stapte hij met zijn contrabas het toneel op en improviseerde hij op de thema’s van de muziek, tot groot enthousiasme van het publiek.
Vanuit Havana reisde Bottesini een paar maal naar Mexico en de Verenigde Staten, waar hij ook optrad. In 1849 reisde hij naar Engeland, waar hij onder andere optrad in het theater aan Drury Lane in Londen.
In de volgende jaren was Bottesini vrijwel permanent op reis. Hij volgde de zangeres Henriette Sontag op een tournee naar Mexico-Stad, waar hij optrad als kapelmeester in haar begeleidingsorkest. Na de plotselinge dood van Sontag in juni 1854 was hij ineens werkloos. Hij nam het initiatief tot de oprichting van een conservatorium in Mexico-Stad en nam deel aan een prijsvraag voor een volkslied voor Mexico. Zijn inzending werd niet gekozen, maar op 15 september 1854 dirigeerde hij wel de première van Mexicanos al grito de guerra, het gekozen lied op een melodie van Jaime Nunó.

### Dirigent
In de zomer van 1855 leidde Bottesini in Parijs samen met Hector Berlioz een orkest met een internationale bezetting, dat speciaal voor de Wereldtentoonstelling van dat jaar was samengesteld. In het jaar daarop vestigde hij zich in Parijs, waar hij twee jaar lang het orkest van het Théâtre Italien dirigeerde. In 1856 ging daar zijn tweede opera, L'assedio di Firenze, in première. Als contrabassist trad hij op voor keizer Napoleon III.
In de jaren zestig van de 19e eeuw speelde en dirigeerde Bottesini in bijna alle grote steden van de Duitse Bond, Italië en Scandinavië en bovendien in Monaco, Lissabon, Madrid en Barcelona. In 1866 trad hij in Sint-Petersburg op aan het hof van tsaar Alexander II en in 1873 in Istanboel voor sultan Abdülaziz. Hij kwam regelmatig in Baden-Baden, destijds een van de belangrijkste centra van het Europese muziekleven. Hij was daar ook in 1870, toen de Frans-Duitse Oorlog uitbrak, en werd uitgewezen nadat hij had laten blijken dat hij aan de kant van Frankrijk stond. Daarna kwam hij nog maar zelden in Duitsland.
Na een kort verblijf in Londen werd Bottesini in mei 1871 op voorspraak van Verdi benoemd tot leider van de Kedivische Opera in Caïro (kedive was de titel van de onderkoning van Egypte). Bottesini kwam daar meteen voor de uitdaging te staan om de opvoering van Verdi’s opera Aida voor te bereiden. Een speciaal probleem daarbij was dat vele kostuums en rekwisieten uit Parijs moesten komen, dat geteisterd werd door de Frans-Duitse oorlog en de daarop volgende Commune-opstand. Op 24 december 1871 ging Aida uiteindelijk in Caïro in première met Bottesini als dirigent.

### De laatste jaren
Bottesini bleef tot 1878 in Caïro. In dat jaar moest de opera sluiten. Ismail Pasja, de onderkoning van Egypte, had zijn land vergaand gemoderniseerd, maar ook in de schulden gestort. Bottesini nam zijn oude beroep van rondreizende dirigent en contrabasvirtuoos weer op en vertrok naar Zuid-Amerika. Hij gaf concerten in onder andere Buenos Aires, Montevideo en Rio de Janeiro. In die laatste stad (destijds de hoofdstad van Brazilië) trad hij op voor keizer Peter II.
In de jaren tachtig van de 19e eeuw werd Bottesini wat minder reislustig. Hij verbleef vaker in Italië. Op bestelling schreef hij twee opera’s voor de Koninklijke Opera in Turijn. Op 3 november 1888 aanvaardde hij op voorspraak van Verdi de functie van directeur van het conservatorium van Parma. In het volgende jaar stierf hij echter op 67-jarige leeftijd, na een korte maar hevige ziekte. Hij werd begraven op het Cimitero della Villetta in Parma, waar ook Paganini ligt begraven.

## Bottesini als componist
De composities die Bottesini voor contrabas heeft geschreven, vormden een aanwinst voor het niet al te grote repertoire voor dat instrument en worden nog steeds enthousiast uitgevoerd door contrabassisten uit alle hoeken van de wereld. Het bijzondere van de werken van Bottesini is dat hij de meeste thema’s zelf bedacht heeft. Een enkele keer varieerde hij op een thema van een andere componist (en ook dan steeds op een originele manier), maar er is geen enkel stuk van hem bekend waarin hij een partij voor een ander instrument omwerkte voor contrabas.
Bottesini’s overige werken, en zeker zijn opera’s, zijn doorgaans in opdracht geschreven. Bottesini was bij het schrijven steeds bedacht op het effect dat het stuk tijdens de uitvoering zou opleveren. Deze composities waren geschreven voor het publiek, en voor subtiele wendingen en gedurfde harmonische experimenten was geen plaats. Voor Wagners concept van het Gesamtkunstwerk had Bottesini geen begrip.
Afgezien van de werken voor contrabas zijn Bottesini’s composities doorgaans geschreven voor gebruikelijke bezettingen. De orkestratie is soms schetsmatig gehouden, zodat een dirigent veel vrijheid heeft om het stuk te interpreteren.
Van zijn opera’s heeft alleen Ero e Leandro uit 1879 (naar de mythe van Hero en Leander) repertoire gehouden. Zijn andere opera’s worden zelden of nooit meer uitgevoerd.
De invloed van Verdi op de opera’s van Bottesini is onmiskenbaar. Maar Bottesini heeft op zijn beurt ook invloed gehad op Verdi. In diens opera’s (in Otello bijvoorbeeld) en diens Requiem komen verschillende virtuoze contrabaspartijen voor.

## Oeuvre

### Werken voor contrabas
- Adagio malinconico appassionato
- Allegretto-capriccio
- Allegro di concerto ‘Alla Mendellssohn’ (ook wel Gran Allegro genoemd)
- Aria da Bach
- Auld Robin Gray, variaties op een Schots volksliedje
- Bolero
- Capriccio di bravura (voor contrabas en piano; er bestaat een bewerking voor vier contrabassen van de hand van de Belgische componist Jacques Vanherenthals)
- Cerrito
- Concertino
- Concert voor cello en contrabas in G-majeur
- Concert voor contrabas en orkest No. 1 in f-mineur
- Concert voor contrabas en orkest No. 2 in b-mineur
- Drie duetten voor twee contrabassen
- Elegie No. 1 in D
- Elegie No. 2, ‘Romanza Drammatica’
- Elegie No. 3, ‘Romanza Patetica’
- Fantasia sul Carnevale di Venezia
- Fantasia Beatrice di Tenda (naar een thema van Vincenzo Bellini)
- Fantasie op ‘La Sonnambula’ van Bellini
- Gran Duo Concertante (voor twee contrabassen; er bestaan transcripties voor contrabas en viool en voor contrabas en klarinet)
- Gran Duo Passione Amorosa voor twee contrabassen en orkest
- Gran Quintetto voor twee violen, altviool, cello en contrabas
- Introductie en gavotte
- Melodia
- Melodie in e-mineur
- Rêverie
- Serenata dal Barbiere di Siviglia
- Tarantella in a-mineur
- Variaties op de aria ‘Nel cor più non mi sento’ (van Giovanni Paisiello)

### Opera’s
- Cristoforo Colombo (Christoffel Columbus, Spaanse titel: Colón en Cuba). Libretto van Ramón de la Palma en Rafael María de Mendive. Voor het eerst opgevoerd in Havana in 1847.
- L’assedio di Firenze (Het beleg van Florence). Libretto van F. Manetta en Carlo Corghi. Voor het eerst opgevoerd in Parijs in 1856 (misschien 1857).
- Il diavolo della notte (De duivel van de nacht). Libretto van Luigi Scalchi. Voor het eerst opgevoerd in Milaan in 1858.
- Marion Delorme. Libretto van Antonio Ghislanzoni. Voor het eerst opgevoerd in Palermo in 1862.
- Vinciguerra il bandito (Vinciguerra de bandiet), operette. Libretto van Eugène Hugot en Paul Renard. Voor het eerst opgevoerd in Monte Carlo in 1870.
- Alì Babà, komische opera. Libretto van Emilio Taddei. Voor het eerst opgevoerd in Londen in 1871.
- Ero e Leandro (Hero en Leander). Libretto van Arrigo Boito. Voor het eerst opgevoerd in Turijn in 1879.
- La regina del Nepal (De koningin van Nepal). Libretto van B. Tommasi da Scaccia. Voor het eerst opgevoerd in Turijn in 1880.
- Nerina. Libretto van hertog Proto di Maddaloni. Voor het eerst opgevoerd in Napels in 1882.
- Azaële o la figlia dell'angelo (Azaële of de dochter van de engel). Nooit opgevoerd.
- Cedar. Nooit opgevoerd.
- Babele (Babel), komische opera. Nooit opgevoerd.

### Religieuze muziek
- Messa da Requiem (Requiemmis). Voor het eerst opgevoerd in Turijn in 1881.
- The Garden of Olivet (De tuin van de Olijfberg), oratorium. Voor het eerst opgevoerd in Norwich in 1887.

### Overige instrumentale muziek
- Sinfonia caratteristica in D-majeur. Voor het eerst opgevoerd in Parijs in 1863.
- Fantasia funebre a grande orchestra alla memoria del Colonnello Nullo (Funeraire fantasie voor groot orkest ter herdenking van kolonel Nullo).[4] Voor het eerst opgevoerd in Napels in 1863.
- Sinfonia ‘Graziella’. Voor het eerst opgevoerd in Parijs op een onbekende datum.
- Notti arabe (Arabische nachten). Voor het eerst opgevoerd in 1878.
- Alba sul Bosforo (Ochtend op de Bosporus). Voor het eerst opgevoerd in Turijn in 1881.
- Morceaux voor altviool en piano
- Rêverie voor altviool en piano
- Capriccio voor cello en piano
- Drie melodieën voor cello en piano
- Rêverie voor cello en piano
- 11 strijkkwartetten